# Marie-France Monette
Pour les articles homonymes, voir Monette.
Marie-France Monette est une actrice québécoise née le 7 juillet 1980.

## Filmographie
- 1991 : Watatatow (série télévisée) : Pascale Cusson
- 1992 : Ma sœur, mon amour : Rachel (enfant)
- 1992 : Les intrépides (série télévisée) : Vanille
- 1993 : Ent'Cadieux (série télévisée) : Catherine Paquette
- 1993 : Matusalem : Hélène Lafleur
- 1995 : L'Enfant d'eau : Cendrine
- 1995 : Les aventures de la courte échelle (série télévisée) : Catherine
- 1997 : Matusalem II : le dernier des Beauchesne : Hélène Lafleur
- 1998 : Un hiver de tourmente (série télévisée) : Marie-Lune Dumoulin-Marchand
- 1999 : Tohu-Bohu (série télévisée) : Boucle d'Or
- 2005 : Le Survenant : Lisabel Provençal